# 99 (numero)
Novantanove (99) è il numero naturale dopo il 98 e prima del 100.

## Proprietà matematiche
- È un numero dispari.
- È un numero composto, con i seguenti divisori: 1, 3, 9, 11, 33, 99. Poiché la somma dei relativi divisori (escluso il numero stesso) è 57 < 99, è un numero difettivo.
- 1 / 99 = 0,010101010101010101....
- È un numero di Kaprekar.
- È un numero di Ulam.
- È un numero palindromo nel sistema numerico binario, nel sistema numerico decimale e nel sistema di numerazione posizionale a base 32 (33). In queste due ultime basi è altresì un numero a cifra ripetuta.
- È parte delle terne pitagoriche (20, 99, 101), (99, 132, 165), (99, 168, 195), (99, 440, 451), (99, 540, 549), (99, 1632, 1635), (99, 4900, 4901).
- È un numero fortunato.
- È un numero malvagio.

## Astronomia
- 99P/Kowal è una cometa periodica del sistema solare.
- 99 Dike è un asteroide della fascia principale del sistema solare.
- NGC 99 è una galassia spirale della costellazione dei Pesci.

## Astronautica
- Cosmos 99 è un satellite artificiale russo.

## Chimica
- È il numero atomico dell'Einsteinio (Es), un attinoide.

## Convenzioni

### Sport
- Il numero 99 è l'unico numero ad essere mai stato ritirato dalla NHL perché numero di maglia di Wayne Gretzky, considerato il giocatore di hockey su ghiaccio più forte di tutti i tempi (soprannominato The Great One).
- È il numero con il quale si riconosce l'ex pilota di MotoGp Jorge Lorenzo. Precedentemente utilizzava il 48.